# Kaham Mardochee
Kaham Seuntcha Mardochee (* 27. Dezember 1992 in Yaoundé) ist ein kamerunischer Fußballspieler.

## Karriere
Kaham Mardochee spielte bis 2016 in Rumänien bei CS Unirea Jucu. Der Club aus Jucu spielte in der dritten Liga des Landes, der Liga III. Ende 2016 wechselt er nach Myanmar wo er einen Vertrag bei Chin United im Chin-Staat unterschrieb. Chin spielte in der höchsten Liga des Landes, der Myanmar National League. Nach dem Abstieg des Clubs wechselte er 2018  nach Thailand zum Drittligisten Ranong United FC aus Ranong. In der Saison 2019 absolvierte er 26 Spiele in der Thai League 3. Mit Ranong wurde er Vizemeister und stieg in die zweite Liga auf. Zu Beginn der Saison 2021/22 wechselte er zum Drittligisten Udon United FC. Mit dem Verein aus Udon Thani spielte er in der North/Eastern Region der dritten Liga. Zur Rückrunde 2021/22 wechselte er im Januar 2021 zu seinem ehemaligen Verein Ranong United. Für den Zweitligisten bestritt er neun Zweitligaspiele. Nach der Saison 2021/22 wurde sein Vertrag nicht verlängert. Über den Drittligisten Samut Songkhram FC wechselte er im Sommer 2023 zum Drittligisten Kanchanaburi City FC. Mit dem Verein aus Kanchanaburi spielt er 14-mal in der Western Region der Liga. Nach einer Spielzeit verließ er den Verein und schloss sich im August 2024 dem Zweitligisten Chainat Hornbill an. Für den Verein aus Chainat bestritt er 15 Ligaspiele. Anfang Januar 2025 wurde sein Vertrag nicht verlängert.

## Erfolge
Ranong United FC
- Thai League 3 – Lower Region

Vizemeister: 2019  ▲